# Хабаровский дендрарий
Хабаровский дендрарий — старейший дендрарий на Дальнем Востоке, памятник природы краевого значения. Находится в границах улиц Волочаевская, Блюхера и Пионерской. Это место является «музеем», в котором показано как выглядела территория Хабаровска раньше. Больше одиннадцати гектаров зелени.  Коллекция дендрария является уникальным генофондом дальневосточной дендрофлоры.
Дендрарий основан 19 октября 1896 года, статус охраняемой территории дендрарий получил уже в 1997 г. согласно постановлению главы администрации Хабаровского края от 20.01.97 №7. К тому времени его площадь уменьшилась до 11,4 га. Первое время (с 1896 г.) дендрарий имел общую площадь в 4 гектара и представлял из себя густой лес, в котором росли деревья такие как дуб, ильма, сосна, кедр, ель, груша, лимонник, орех, несколько видов берёз и многие другие деревья и кустарники, лианы дикого винограда свисали со стволов. На этой земле были заложены питомник и поле лесничества, аллеи липы маньчжурской и ели сибирской, а также высажена сосна могильная.
Во время своего функционирования дендрарий принадлежал разным ведомствам. К знаковым событиям можно отнести 1907 год — площадь расширилась до 15 га. С 1939 года он именовался - дендрарий Федерального государственного учреждения «Дальневосточный НИИ лесного хозяйства». С мая 2021 г. дендрарий передали в управление Хабаровскому краевому парку имени Н.Н. Муравьева-Амурского.
Организован в целях сохранения, изучения и обогащения коллекции редких и типичных дальневосточных растений, и растительных комплексов, имеющих большое научное, учебное, культурное и хозяйственное значение. Основная коллекция деревьев была сформирована к 1950 году. По данным инвентаризации 1997 г. флора насчитывает 386 видов растений. В советское время в дендрарии проводились экскурсии для жителей и гостей города (из других уголков СССР или других стран) и активно велась научно-исследовательская деятельность.

## Дендрарий наши дни
Сегодня в дендрарии сохранились посадки сосны могильной, аллеи липы маньчжурской и ели сибирской, заложенные при создании дендрария.  Дендрарий называют «лёгкими города», он подходит для спокойных и тихих прогулок, прекрасен в любое время года. Весной здесь распускаются почки деревьев и зацветают кустарники. Летом особенно приятно прятаться в тени зелёной листвы от жары, а осенью дендрарий завораживает своими яркими красками и листопадами. Зимой же здесь много снега, а некоторые жители даже катаются на лыжах.
Дендрарий - дом белок, бурундуков и разнообразных видов птиц. Здесь можно встретить поползней, синиц, дятлов, ястреба-перепелятника и полевых воробьев. На территории установлено множество кормушек для пернатых и белок, которым оставляют орехи, семечки и пшено.
Режим работы:
Двери дендрария открыты для посещения круглый год, ежедневно с 8:00 до 22:00. Для посетителей проходят тематические экскурсии.
Посещение — бесплатно.

## Правила посещения
На территории памятника природы ЗАПРЕЩАЕТСЯ любая деятельность, угрожающая сохранению отдельных объектов растительного мира и растительных комплексов, а также приводящая к отрицательным изменениям состояния окружающей среды и её отдельных компонентов, в том числе:
1. Загрязнение почв, замусоривание территории, захоронение бытовых и других отходов, устройство свалок мусора, снега и льда;
2. Разведение костров, сжигание сухих листьев, травы и веток;
3. Заготовка всех видов растений и их частей, сбор грибов;
4. Выгул собак и других животных;
5. Размещение объектов наружной рекламы и информационных щитов, не связанных с функционированием памятника природы;
6. Самовольные посадки деревьев и кустарников, а также другие самовольные действия граждан, направленные на обустройство территории памятника природы;
7. Осуществление любых действий, ведущих к нарушению режима особой охраны или внешнего вида памятника природы.

## Мемориал
Рядом с входом в дендрарий установлен большой гранитный камень с мраморной табличкой. Это мемориал, посвященный работникам Дальневосточного научно-исследовательского института лесного хозяйства, которые во время Великой Отечественной войны ушли на фронт.
Памятник был привезен из Корфовского карьера и установлен в 1975 г. Вокруг него по числу погибших сотрудников института — участников боевых сражений высадили кедры, которые позднее разбавили рябиной.
Известно, что в послевоенное время в институте работали участники войны, которые когда-то стояли у истоков его образования. 21 сотрудник учреждения воевал на западных фронтах с Германией и на востоке с Японией.

## Некоторые виды
- Чертополох
- Лимонник китайский
- Орех маньчжурский
- Виноград амурский
- Берёза сибирская
- Берёза западная
- Ясень маньчжурский
- Тополь уссурийский
- Клён манчжурский
- Ирис
- Ирга обильноцветущая
- Ель сизая
- Корейский кедр
- Жимолость Маака